# Kivi-Ahvenjärvi
Kivi-Ahvenjärvi är en sjö i Gällivare kommun i Lappland och ingår i Råneälvens huvudavrinningsområde.